# جفیر
جُفير، روستایی از توابع بخش مرکزی شهرستان هویزه در استان خوزستان ایران است.

## جمعیت
این روستا در دهستان بنی‌صالح قرار دارد و براساس سرشماری مرکز آمار ایران در سال ۱۳۸۵، جمعیت آن ۲۱۵ نفر (۴۲خانوار) بوده‌است.